# Aleksandr Dmitrijev
Aleksandr Dmitrijev   (Tallinn, 18 de febrer de 1982) és un exfutbolista estonià de la dècada de 2000.
Fou 106 cops internacional amb la selecció d'Estònia.
Pel que fa a clubs, defensà els colors de FC Levadia Tallinn i Hønefoss.
El 2019 esdevingué entrenador de Tallinna Kalev.

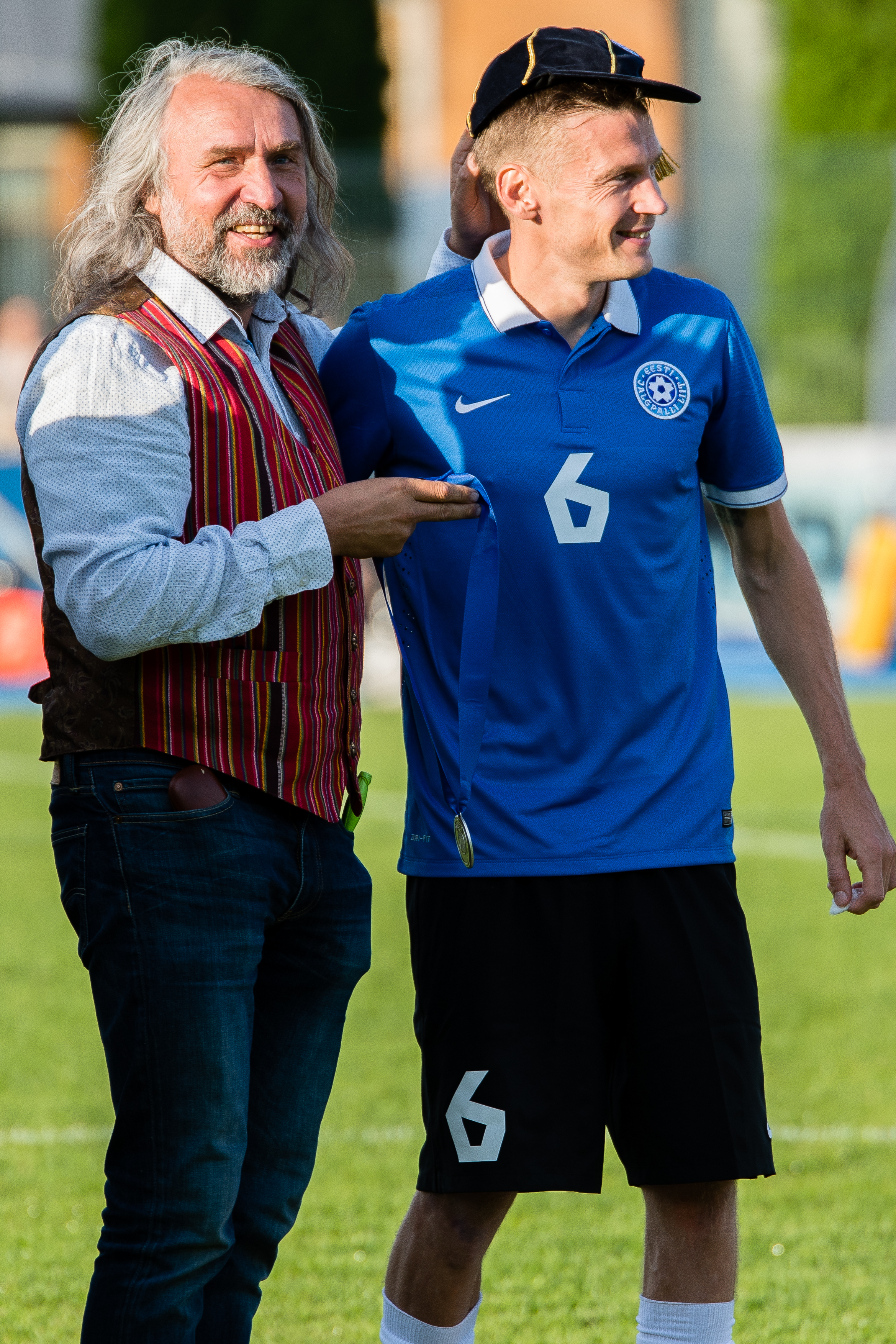
Dmitrijev i Aivar Pohlak el 31 d'agost de 2016.